# 大阪赤十字病院附属大手前整肢学園
大阪赤十字病院附属大手前整肢学園（おおさかせきじゅうじびょういんふぞくおおてまえせいしがくえん、Otemae Rehabilitation Center for Children with Physical Disabilities, Japanese Red Cross Osaka Hospital）は、大阪市天王寺区にある肢体不自由児施設・重症心身障害児施設。日本赤十字社大阪府支部が運営している。大阪赤十字病院の中にあり、高度医療を受けることができる。
園内に大阪府立堺支援学校大手前分校が併設されており、入園中も義務教育を受けることができる。

## 沿革
肢体不自由児を対象とする大阪府立大手前整肢学園として、1967年4月1日に大阪市東区（現・中央区）法円坂・大阪赤十字病院法円坂分院跡地に開設された。大阪府が日本赤十字社に運営を委託する方式をとっていた。2004年には新築された大阪赤十字病院の東館1-3階に移転し、同時に重症心身障害児施設を増設した。
2007年4月1日に日本赤十字社に移管され、大阪赤十字病院附属大手前整肢学園へと名称変更をおこなっている。

## 診療科目
園内で受けられる診療科目は以下のとおりである。
- 整形外科
- 小児科
- 泌尿器科
- 精神神経科

## 所在地
- 郵便番号 543-8555
大阪府大阪市天王寺区筆ヶ崎町5-30 大阪赤十字病院東館1-3階